# Lov (jura)
 For alternative betydninger, se lov. (Se også artikler, som begynder med lov)
 Denne artikel bør gennemlæses af en person med fagkendskab for at sikre den faglige korrekthed.
    Se diskussionssiden

 Denne artikel omhandler overvejende eller alene danske forhold. Hjælp gerne med at gøre artiklen mere almen.
Lov betegner et regelsæt, som er vedtaget af Folketinget, jf. Grundloven § 3; vedtagelsen er sket efter Grundlovens regler. Disse regler omfatter især Grundloven §§ 21 (om at fremsætte lovforslag) og 22 (om lovforslagets lovskraft og kundgørelse) samt 41 (om tre behandlinger i Folketinget). En lov er den vigtigste type retskilde. Det er ofte nødvendigt at fortolke en lov. Der findes endda det synspunkt, at en lov altid skal fortolkes.

## Love og moral
Lovregler står i modsætning til moralske regler derved, at man bør følge moralske regler, mens lovregler er udformet som nøjagtigt beskrevne forpligtelser, der paragraf for paragraf eliminerer al tænkelig tvivl, og herunder indeholder sanktionsbestemmelser, for det tilfælde, at de, der er underlagt loven, ikke respekterer den i handling. Lovgivning handler med andre ord om, hvad man skal og, hvad man ikke må, mens moral og etik handler om, hvad man bør og ikke bør.[kilde mangler]
Lovgivning er i forhold til moral karakteriseret ved, at staten gennemtvinger lovgivningen og har indrettet et sanktionssystem ved manglende overholdelse af lovgivningen, hvorimod brud på moralen ikke sanktioneres af staten, med mindre moralen er skrevet ind i lovgivningen.
I fortalen til Jyske Lov fra 1241 er angivet, at hvis alle opførte sig moralsk over for hinanden, så behøvede man ingen love og heller ikke noget retsvæsen til sikring af lovenes overholdelse. Denne knap 800 år gamle forestilling forudsætter dog, at der i samfundet er konsensus om, hvad der er moralsk rigtigt og forkert.

## Større og mindre sammenhænge
Almindeligvis forbinder man begrebet med national lovgivning, men der kan både være tale om love i større såvel som i mere lokal sammenhæng. Eksempler på international lovkomplekser er Folkeretten vedrørende f.eks. et lands ret til at holde et erobret andet lands territorium besat og FN's menneskerettighedskonvention, der administreres af Menneskerettighedsdomstolen i Strassbourg.
I lokal sammenhæng har forskellige foreninger love (normalt kaldet vedtægter), der regulerer sådanne ting som indkaldelse til den årlige generalforsamling, valg til bestyrelsesposter, godkendelse af budget og regnskaber o.l., og fonde samt firmaer, der er organiseret som aktieselskaber, anpartsselskaber eller andelsselskaber, har lignende nedskrevne regelsæt, blandt andet vedrørende intern fordeling af magt, ansvar og afstemningsmetodik.

## Love i det moderne samfund
Love fremstår for retsvidenskaben som den primære og vigtigste retskilde til juraen.
Den første lov i ethvert moderne samfund er forfatningen (i Danmark kaldet Grundloven), som almindeligvis også regulerer, hvorledes love gives.
I de fleste demokratiske lande bliver lovene givet af en folkevalgt forsamling (parlament), eventuelt i forening med en regent (præsident/konge e.l.).
Historisk set har love imidlertid været givet på mange forskellige måder. F.eks. har visse religiøse grupper anset deres gud som den første og største lovgiver. Både det gamle testamente og koranen indeholder således tydelige eksempler på tidlig lovgivning. I andre historiske perioder anså man love for at være lærde mænds kodificering af allerede bestående retssædvaner. Den klart mest anvendte lovgivningsmetode i den vestlige verden har dog været, at love blev givet af en bestemt forsamling (enten adeligt privilegeret eller demokratisk i vekslende grader) eller af en fyrste eller suveræn, som man f.eks. ser det i de enevældige systemer.

## Dansk lovgivning
I Danmark har Folketinget og den regerende monark i forening den lovgivende magt, jf. Grundlovens § 3. I praksis (som nærmere reguleret i retssædvane og i Grundlovens øvrige bestemmelser) foregår et givet lovforslags ophøjelse til lov, ved at monarken (for tiden dronningen) efter indstilling fra den relevante minister stadfæster lovforslaget ved sin kongelige underskrift, efter dette er blevet vedtaget af Folketinget ved tre særskilte behandlinger (Grundlovens § 41, stk. 2). Ved stadfæstelsen får loven lovskraft, så den har virkning indenfor den statslige forvaltning. Når den er kundgjort, får loven retsvirkning overfor borgerne.
Omend ministrene formelt set er en del af den udøvende magt og ikke af den lovgivende magt, er det i Danmark normalt i ministerierne, at lovgivningen bliver til på initiativ af den politiske konstellation, der har regeringsmagten. Dette er i fuld overensstemmelse med Grundlovens § 21, der giver Kongen (regeringen) adgang til fremsættelse af lovforslag. Ressortministeren står som den officielle forslagsstiller. Som eksempel kan nævnes, at ud af 67 fremsatte eller betænkningsafgivne lovforslag i folketingssamlingen 2009-10, var kun ét fremsat af en gruppe folketingsmedlemmer uden om regeringen. Dog kan det være nødvendigt med forhandlinger og påfølgende justeringer, for at man kan sikre sig, at de forskellige lovinitiativer ikke bliver nedstemt i folketingssalen. Eventuelt kan en regering true med at gøre et lovgivningsspørgsmål til et kabinetsspørgsmål, således at falder lovgivningen, så udløses der nyvalg. Det gælder som en grundregel, at ingen regering kan blive siddende, hvis den har et folketingsflertal imod sig. Dette princip kaldes også negativ parlamentarisme.
Grundloven er lovgivningens øverste lov, og alle andre love skal underordne sig denne. Grundloven, som er en formulering af de regler, der overordnet gælder for det danske folkestyre, kan heller ikke blot ændres via ovenstående procedurer af folketing og monark, men kan kun ske i form af en længere procedure, der er nærmere beskrevet i Grundlovens § 88.
Alle gældende danske love kan læses på den offentlige lovdatabase Retsinformation.
På folketingets hjemmeside kan man læse nuværende og tidligere folketingssamlingers lovforslag. Desuden kan man på siden finde Folketingets forarbejder og bemærkninger, som også er vigtige at iagttage, når en lov skal fortolkes i forvaltningen eller i anden juridisk sammenhæng.

## Ulovligt
Man foretager sig noget ulovligt, når man bryder gældende lov. Det være sig færdselsloven, straffeloven eller love underlagt civil påtale, såsom ophavsretsloven.
Man er ikke kriminel, når man fortager sig noget ulovligt, kun når man bryder straffeloven.[kilde mangler]
Så folk, der kører for hurtigt, eller fildelere er som udgangspunkt ikke kriminelle. Men hvis manden, der kører for hurtigt kører en person ned, så kan han dømmes for uagtsomt manddrab, hvilket er en straffelovsovertrædelse.

## Det udvidede lovbegreb
Det er kutyme i Danmark, at alt hvad der forelægges Folketinget til vedtagelse og efterfølgende vedtages, kaldes for lovgivning, selv om en del af disse bestemmelser ikke har noget med lovgivning i traditionel forstand at gøre, som regulerer borgernes indbyrdes adfærd og gensidige forpligtelser.
En meget stor del af lovgivningen er en indirekte følge af statens voksende rolle i samfundet som servicevirksomhed, og mange love og lovjusteringer svarer således mest til løbende virksomhedsbeslutninger i det private erhvervsliv, det være sig i form af administrative og bevillingsmæssige regler eller i form af éngangsbeslutninger. Sådanne éngangsbeslutninger kan f.eks. dreje sig om et større anlægsarbejde, såsom et nyt stort sygehus, igangsætning af en stor ny fast forbindelse eller en bevilling til vedligeholdelse og modernisering af jernbanenettet.

## Lovens navn, kaldenavn og forkortelse
Det typiske for en lov, er, at den har sit fulde navn samt et kaldenavn og en forkortelse. Som eksempel er aftaleloven nævnt:
Lovens fulde navn er "Lov om aftaler og andre retshandler på formuerettens område". I daglig tale kendes denne lov også som "aftaleloven". Altså betegnes denne lov aftaleloven som sit kaldenavn. Mens aftaleloven forkortes "AFTL".

## En lovs indhold
En lov består som oftest af hovedregel, foruden undtagelse(r) til hovedreglen. Det gælder bl.a. rygeloven og offentlighedsloven. Endvidere kan der forekomme undtagelse til undtagelse; fx i beskatningsret.
Jurister inddeler love i forskellige typer af lovbestemmelser. Der findes fx en retsvirkningsbestemmelse.
Lovkvalitetsvejledningen
Ifølge justitsministeriets Lovkvalitetsvejledning hører disse yderligere bestanddele til loven:
Bestemmelser om lovens formål; foruden bestemmelser om lovens anvendelsesområde.
Hertil kommer definitionsbestemmelser og sanktionsbestemmelser (Hamer & Schaumburg-Müller 2020:94f).
Herefter følger bestemmelser om bl.a. ikrafttræden samt overgangsregler
Til sidst følger bestemmelse om territorialt gyldighedsområde, fx at loven ikke gælder for Grønland og Færøerne.
Ikke indeholdt i i loven
Hvorimod lovens forarbejder (motiver, betænkninger, bemærkninger, høringssvar) ikke er indeholdt i loven.

### En lovs bestanddele
- En lov består af paragraffer.[34] Paragraf angives med tegnet § og flere paragraffer angives med §§.[35] Som eksempel kan nævnes lov om finansiel virksomhed, der består af 438 paragraffer.[36]
- En paragraf kan bestå af flere stykker; i lov om finansiel virksomhed består § 6 af to stykker. Stykke forkortes stk.
- Hvert stykke kan bestå af numre; i lov om finansiel virksomhed består § 5, stk. 1 af 80 numre. Nummer forkortes nr.
- Hvert nummer kan bestå af litra: i lov om finansiel virksomhed består § 5, stk. 1, nr. 1 består af litra a - d. Litra betegnes med et bogstav.
- Desuden findes begrebet punktum (forkortet pkt.), som betyder sætning.[37] Grundlovens § 3 består af 1. pkt. og 2. pkt. samt 3. pkt.[38]
- Endvidere findes betegnelsen in fine (der betyder i slutningen);[39] se fx KEN nr 60351 af 12/01/1989.[40]
- Endelig findes også betegnelserne første led[41] og andet led[42] samt sidste led.[43]

## Lovbekendtgørelse
"Skulle det vise sig, at der er en skrivefejl i lovbekendtgørelsen, er det ordlyden i loven/ændringslovene der er gældende". En lovbekendtgørelse har ikke retskildeværdi: "der er ikke knyttet nogen retsvirkning til offentliggørelse af lovbekendtgørelse, som alene tjener et informativt formål."